# JESグループ
JESグループ（ジェイイーエスグループ英：JES GROUP）は、愛知県一宮市の日本エコシステム株式会社を筆頭に活動するグループ会社の総称である。

## 概要
「国境なく地球全体に関わる事のできる環境事業や、未来の地球環境保全を日本より発信する」との願いを込めて名付けられた。JESグループのグループスローガンとして「未晃道」という共通社是がある。

## グループスローガン
「未晃道」 －未来の地球を照らし、事業を創造します－
- 事業を通じ、物心両面の幸福を追求すると同時に、かけがえのない地球環境の維持にも貢献します。
- 世界的視野を持ち、人間尊重と信用を重んじ感謝を旨とします。
- 先人より学び、活力に溢れ、革新を生み出す企業風土を創生します。

## JESグループの会社
- 日本ベンダーネット株式会社
- サテライト一宮株式会社
- JESテイコク株式会社
- 中央警備保障株式会社
- 株式会社ワンズライフ
- JESモビリティーサービス株式会社

## 支援団体
- 日本エコシステム 男子ソフトボール 岐阜県トップアスリート指定クラブ
- Dream Citrine 女子ソフトボール2部リーグ